# 上品野村
上品野村（かみしなのむら）は、愛知県東春日井郡にかつてあった村である。
現在の瀬戸市北部（上品野町・白岩町・片草町・上半田川町など）に該当する。

## 歴史
- 1889年（明治22年）10月1日 - 上品野村、白岩村、片草村、上半田川村が合併し、上品野村が発足。
- 1906年（明治39年）7月16日 - 掛川村、下品野村と合併し、品野村が発足。同日上品野村は廃止。